# Юрша Іванович
Юрша Іванович — воєначальник та урядник Литовсько-Руської держави, представник боярського роду Юршів. Прибічник князя Свидригайла Ольгердовича.

## Життєпис
Очолював оборону Луцького замку під час її облоги польським військом під командуванням короля Ягайла влітку 1431 році. Вдався, зокрема, до хитрощів, попросивши перемир'я ніби для переговорів. За цей час встигли підремонтувати замок, після чого Станко зразу припинив перемовини з нападниками.
На початку вересня 1436 (або 4 вересня 1437 року у Львові) Свидригайло уклав сепаратну («провізоричну») угоду з тими представниками «галицьких панів», які були незадоволені зі свого, на їх думку, принизливого становища у Королівстві, бо вони були обтяжені спеціальними податками та обов'язками, яких не мали шляхтичі інших земель Польщі. Юрша перебував з ним у Львові. Невдовзі після цього — у середині вересня — він командував обороною Києва та землі під час нападу війська великого князя Сигізмунда Кейстутовича — конкурента Свидригайла (він поїхав перед нападом до Кракова). Разом з татарською підмогою він завдав їм серйозного удару.
У 1452 році став одним з 3-х делегатів, яких вислали з Вільна на Волинь (ще за життя сюзерена) зберегти за ВКЛ замки, які контролював Свидригайло, та прийняти присягу на вірність ВКЛ від князів та підданих. Прибув на Волинь з військом (також князь пінський Юрій, Радивіл), аби контролювати волинські замки. Зі смертю Свидригайла 10 лютого 1452 р. замки не були віддані під контроль Корони. У 1453-61 роках неодноразово виступає свідком документів щодо присяг, правдоподібно, до 1475 року.
У 1457 році отримав маєтність Пулі(и) (пол. Puli), 10 квітня 1743 — людей у Ліщанці (дар короля).
Посади: київський воєвода, луцький (зокрема, 1431 року) крем'янецький (надав Казимир Ягелончик у 1441) та брацлавський намісник (староста).
Дружина невідома, діти:
- син Іван — маршалок господарський, староста володимирський[16];
- Федора — дружина невідомого князя та Олізара Шиловича;
- NN — дружина князя Василя Друцького.

## У літературі
Юліан Опільський у романі «Сумерк» змальовує луцького воєводу Юршу та його молодого родича як борців за відновлення української державності.